# Du bist wie ein Lied
Du bist wie ein Lied ist das zweite Studioalbum des deutschen Schlager- und Rockmusikers Peter Maffay, veröffentlicht im Jahre 1971.

## Entstehung
Während Peter Maffay unter dem Eindruck des Independent-Films Easy Rider (1969) sich immer mehr als Rocker sah und privat anfing Motorrad zu fahren, baute ihn Michael Kunze immer mehr zum Schlagerstar auf. Dazu gehörten Auftritte mit Halb- oder Vollplayback in den populären Sendungen ZDF-Hitparade oder Ilja Richters Disco. Die Bravo porträtierte ihn dagegen in einer Bildergeschichte als „wilden Rocker“. Innerlich war Maffay zerrissen und konnte sich dem Einfluss von Kunze noch nicht entziehen.
Für das zweite Album arbeitete er wieder mit den Komponisten Christian Bruhn und Wolfgang Rödelberger zusammen. Über Bill Shepherd, einen Arrangeur, sicherten sich Maffay und Kunze die Rechte, drei Bee-Gees-Titel ins Deutsche zu übertragen. Kunze und Maffay komponierten gemeinsam aus When Do I den Titelsong Du bist wie ein Lied. Aus If I Were the Sky wurde Ich bin dein Freund und auch Mando Bay wurde ins Deutsche übertragen.

## Titelliste
1. Du bist wie ein Lied (When Do I) (Barry Gibb) – 5:03
2. Teenager Star (Christian Bruhn) – 3:45
3. Alle Mädchen dieser Welt (Peter Maffay) – 2:40
4. Unser kleines Haus (Maffay) – 3:16
5. Meine Maschine (Bruhn) – 4:39
6. Ich bin dein Freund (If I Were the Sky) (Gibb) – 3:01
7. Welcher Stern steht über uns? (Maffay) – 4:11
8. Ich geb’ nicht auf (Bruhn) – 2:40
9. Das alles liebe ich an dir (Bruhn) – 3:02
10. Mando Bay (Gibb) – 4:32
11. Haß und Liebe (Bruhn) – 3:02
12. Mit dir will ich leben (Wolfgang Rödelberger) – 4:37

Eine CD-Version wurde am 7. Juni 1993 veröffentlicht.

## Erfolg
Wie bereits Für das Mädchen, das ich liebe blieb auch Maffays zweites Album nur mäßig erfolgreich. Die Singleauskopplung Welcher Stern steht über uns? platzierte sich lediglich auf Platz 46 der Singlecharts. Maffays Plattenfirma Teldec beschwerte sich bei Kunze über den Misserfolg des Albums. Als Konsequenz stellte Kunze Maffay den Manager Arnie Harris zur Seite.